# Acqua di Faggio
Acqua di Faggio este o arie protejată (arie specială de conservare — SAC, sit de importanță comunitară — SCI) din Italia întinsă pe o suprafață de 97 ha, integral pe uscat.

## Localizare
Centrul sitului Acqua di Faggio este situat la coordonatele 39°19′11″N 16°25′07″E / 39.319722°N 16.418611°E.

## Înființare
Situl Acqua di Faggio a fost declarat sit de importanță comunitară în septembrie 1995 pentru a proteja 2 specii de animale. Situl a fost protejat și ca arie specială de conservare în aprilie 2016.

## Biodiversitate
Situată în ecoregiunea mediteraneană, aria protejată conține 4 habitate naturale: Păduri de pin (sub-) mediteraneene cu pini negri endemici, Cursuri de apă de la nivel de câmpie la nivel montan, cu vegetație Ranunculion fluitantis și Callitricho-Batrachion, Liziere de ierburi înalte hidrofile de câmpie și de nivel montan până la alpin, Păduri de fag din Apenini cu Abies alba și păduri de fag cu Abies nebrodensis.
La baza desemnării sitului se află mai multe specii protejate de  mamifere (2): lupul (Canis lupus), liliac cu urechi mari (Myotis bechsteinii)
Pe lângă speciile protejate, pe teritoriul sitului au mai fost identificate 8 specii de plante, 3 specii de amfibieni, 6 specii de mamifere, 1 specie de nevertebrate.